# Glass House (court métrage)
 (février 2025).
Si vous disposez d'ouvrages ou d'articles de référence ou si vous connaissez des sites web de qualité traitant du thème abordé ici, merci de compléter l'article en donnant les références utiles à sa vérifiabilité et en les liant à la section « Notes et références ».
Pour plus de détails, voir Fiche technique et Distribution.
Glass House est un film d'animation de court métrage français réalisé par Boris Labbé, sorti en 2024.

## Fiche technique
- Titre original : Glass House
- Réalisation : Boris Labbé
- Scénario : Boris Labbé
- Animation : Boris Labbé
- Musique : Lucas Fagin
- Son :
- Production : Boris Labbé
- Sociétés de production :
- Sociétés de distribution :
- Pays d'origine :  France
- Langue originale : sans-paroles
- Format : couleur
- Genre : animation
- Durée : 4 minutes 36 secondes
- Dates de sortie :
  - France : 10 juin 2024 (Annecy)

## Distinctions
- Festival international du film d'animation d'Annecy 2024 : Prix du film Off-Limits.